# Cunext
Cunext ist ein spanischer Hersteller von Drähten, Kabeln und Blechen aus Kupfer.
Cunext entstand 2004 per Management-Buy-out aus Atlantic Copper, einer Tochtergesellschaft von Freeport-McMoRan. 2014 hat die Familie Aristrain die Kontrolle übernommen.
2015 hat Cunext ECN Cable, einen Hersteller von Stromleitern für Freileitungen, isolierten Kabel bis 66 kV und Bimetall-Produkten für Strom- und Telekomleitungen von General Cable übernommen.